# Стрипаџија (Симпсонови)
Џефри Албертсон (енгл. Jeffrey Albertson) или Продавац стрипова (енгл. Соmic Book Guy), је измишљени лик из цртане серије Симпсонови, коме глас позајмљује Хенк Азарија. Он је продавац стрипова које продаје у својој продавници The Android's Dungeon & Baseball Card Shop.